# Infanta (Quezon)
Pour les articles homonymes, voir Infanta.
Infanta est une municipalité de la province de Quezon, aux Philippines.